# معامل الارتباط

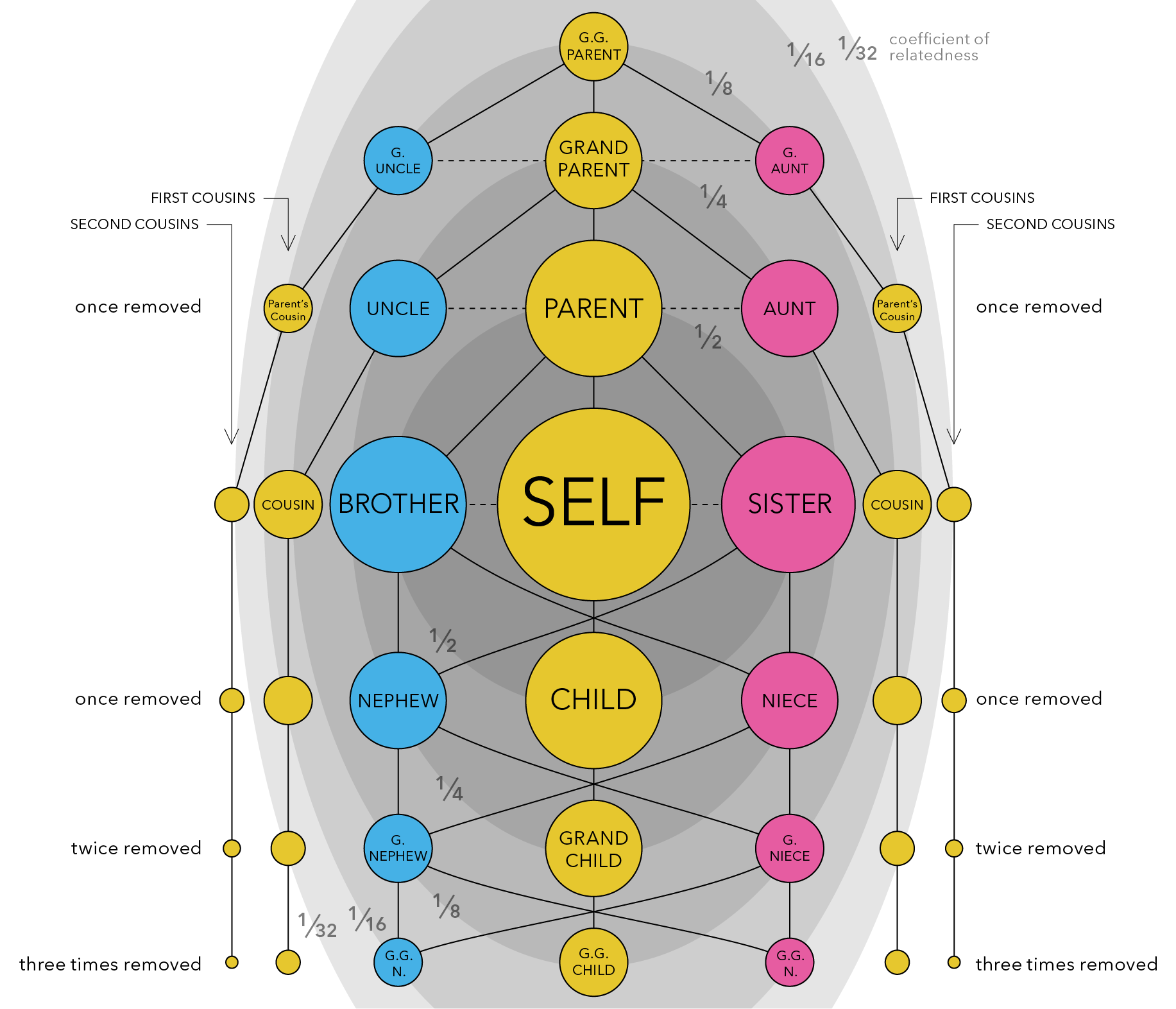

معامل الارتباط هو مقياس لدرجة القرابة (أو العلاقة البيولوجية) بين شخصين. عُرِّف مصطلح معامل الارتباط بواسطة سيوال رايت في عام 1922، واستمد من تعريفه لمعامل زواج الأقارب لعام 1921. يُستخدم المقياس بشكلٍ شائع في علم الوراثة وعلم الأنساب. يمكن حساب معامل زواج الأقارب للفرد، وعادةً ما يكون نصف معامل الارتباط بين الوالدين.
بشكلٍ عام، كلما ارتفع مستوى زواج الأقارب كلما كان معامل الارتباط بين الوالدين أقرب إلى قيمة 1 معبرًا عنها كنسبة مئوية، ويقارب قيمة 0 للأفراد الذين لديهم أجداد مشتركون بعيدو الصلة.

## معامل الارتباط
```
يُحصل على معامل الارتباط ("r") بين شخصين B و C من خلال مجموعة من المعاملات المحسوبة لكل سطر يرتبط به أسلافهم المشتركون. كل خط من هذا القبيل يربط بين الشخصين عبر سلف مشترك، ويمر من خلال أي فرد لا يكون سلفًا مشتركًا أكثر من مرة. يُعطى معامل المسير بين سلف A ونسل O مفصولين بعدد n من الأجيال على النحو التالي:
```

pAO= 2−n⋅((1+fA)/(1+fO))½
حيث fA و fO هما معاملات زواج الأقارب لـ A و O على التوالي.
يُحصل على معامل الارتباط rBC من خلال الجمع على جميع معاملات المسار:
rBC = Σ pAB⋅pAC.
بافتراض أن النسب يمكن إرجاعها إلى مجموعة نائية بشكلٍ كافٍ من المخزون المربوط بطريقةٍ عشوائية تمامًا (fA = 0) يمكن تبسيط تعريف r:
rBC = Σp 2−L(p),
حيث p يسرد جميع المسارات التي تربط B و C بأسلافٍ مشتركة فريدة (أي تنتهي جميع المسارات عند سلف مشترك وقد لا تمر عبر سلف مشترك إلى سلف مشترك آخر)، وL (p) هو طول المسار p.
لإعطاء مثال (مصطنع): على افتراض أن فردين يتشاركان في نفس أسلافهم البالغ عددهم 32 من عدد n = 5 من الأجيال مضت ولكن ليس لديهم أسلاف مشتركة منذ أربعة أجيال أو أقل، فسيكون معامل الارتباط بينهما كالتالي:
r = 2n⋅2−2n = 2 − n حيث n = 5.
r = 25•2−10 = 2−5 = 1/32 أي حوالي 0.0313 أو 3٪.
إن الأفراد الذين تنطبق نفس الحالة على أسلافهم قبل عشرة أجيال سيكون لديهم معامل r = 2−10 = 0.1%. في هذه الحالة، يمكن إعطاء قيمة r بدقة قليلة بالمائة إذا كانت شجرة العائلة لكلا الشخصين معروفة بعمق خمسة أجيال، وبدقة عُشر بالمائة إذا كان العمق المعروف على الأقل عشرة أجيال.
إن المساهمة في البحث عن أسلاف مشتركة منذ 20 جيلًا (تقابل حوالي 500 عام في علم الأنساب البشري أو مساهمة من أصل مشترك من مجموعة من القرون الوسطى) تقل عن جزء واحد لكل مليون.

## الارتباطات الإنسانية
يُستخدم معامل الارتباط في بعض الأحيان للتعبير عن درجات القرابة من الناحية الرقمية في علم الأنساب البشري.
في الارتباطات الإنسانية، عادةً ما تُحسب قيمة معامل الارتباط بناءً على معرفة شجرة عائلة كاملة تمتد إلى عدد صغير نسبيًا من الأجيال ربما بترتيب ثلاثة أو أربعة. كما هو موضح أعلاه، فإن قيمة معامل الارتباط المحسوبة هي بالتالي حد أدنى مع قيمة حقيقية قد تصل إلى نسبة مئوية أعلى. تكون القيمة دقيقة في حدود 1٪ إذا كانت شجرة العائلة الكاملة لكلا الشخصين معروفة بعمق سبعة أجيال.

## عملية حسابية
يُمثّل معامل القرابة بين شخصين (i و j) ، بالرمز Φij. إن معامل القرابة بين فرد غير فطري ونفسه الممثل بالرمز Φii يساوي 2/1، ويرجع ذلك إلى حقيقة أن البشر ثنائيو التبلور مما يعني أن الطريقة الوحيدة لكي تكون الأليلات المختارة عشوائيًا متطابقة من خلال النسب هي إذا اختير نفس الأليل مرتين (الاحتمال 2/1). وبالمثل، يُمثّل العثور على الارتباط بين الوالد والطفل من خلال فرصة أن يكون الأليل الذي اُختير عشوائيًا في الطفل من الوالد (الاحتمال 2/1) واحتمال أن يكون الأليل الذي اُنقذ من الوالد هو نفسه الذي مُرِّر للطفل (الاحتمال 2/1). نظرًا لأن هذين الحدثين مستقلان عن بعضهما البعض، تحصل عليهما عملية ضرب كالتالي:Φij = 1/2 X 1/2 = 1/4.